# Stai fermo lì
Stai fermo lì è un brano della cantante italiana Giusy Ferreri, contenuto nell'album Gaetana e prodotto da Tiziano Ferro.
È il secondo singolo estratto dal primo CD di inediti della cantante. È stato confermato come nuovo singolo dalla stessa cantante nel corso della puntata del 30 dicembre 2008 di Scalo 76. Il lancio radiofonico è avvenuto venerdì 16 gennaio 2009.

## Videoclip
Il video musicale di Stai fermo lì è stato girato nella città di Verona giovedì 15 gennaio ed è stato reso disponibile a partire dal 2 febbraio 2009. Un'anteprima di qualche secondo del video è stata mandata dal TG1 il 31 gennaio 2009. Il video del singolo Stai fermo lì è stato trasmesso su MTV Italia l'8 febbraio 2009.
Nel video, diretto dal regista Gaetano Morbioli, Giusy Ferreri è all'interno di un appartamento insieme ad un uomo, che impassibile, rimane seduto su un divano per tutta la durata del video. Inizialmente, mentre la Ferreri canta, gli oggetti nella stanza iniziano ad esplodere, in seguito la stanza si riempie di neve, ed infine un quadro raffigurante il mare viene distrutto inondando la stanza di acqua.
Morbioli ha spiegato di essersi ispirato per la realizzazione del video al film horror 1408. L'enorme vasca d'acqua utilizzata nel video è la stessa che si vede nel video di Alla mia età di Tiziano Ferro, sempre diretto da Gaetano Morbioli.

## Tracce
Download digitale
1. Stai fermo lì – 3:59 (testo: Tiziano Ferro – musica: Tiziano Ferro, Roberto Casalino)
2. Parado ahí – 3:59 (testo: Tiziano Ferro – musica: Tiziano Ferro, Roberto Casalino) – adattamento in spagnolo

## Classifiche
| Classifica (2009) | Posizione massima |
| ----------------- | ----------------- |
| Italia            | 15                |